# جهة (تقسيم إداري)
الجهة مصطلح سياسي وإداري واقتصادي يعرف بأنه الجزء من الفضاء أو التراب بسطح الأرض الذي يتميز بخصوصيات طبيعية وبشرية تجعله منه وحدة متميزة عن الجهات المجاورة له أو داخل المجموعة التي ينتمي لها. وبذلك تعني الجهة بمفهومها الواسع الناحية أو المنطقة. 
ويمكن أن يشتمل مصطلح الجهة مفهوم الدولة أومجموعة دول أو قارة أو جزء من قارة، أما من الناحية الوظيفية فكثيرا ما ترفق تسمية الجهة بصفات مختلفة تحدد مضمونها أو نوعها كالجهة البحرية والجهة الصناعية والجهة الحضرية والجهة الاقتصادية.

## تصنيف الجهات
هناك عدة تصنيفات منها:
- الجهة الطبيعية

هي الجزء من سطح الأرض الذي يشكل وحدة صغيرة أو كبيرة تتفاعل وتتداخل فيه الظواهر الطبيعية مما يعطي منظراً لجغرافية طبيعية موحدة متميزة ومتفردة عاى نحو ما هو قائم في المجالات المورفولوجية والمناخية والبيومناخية المتجاورة، فالجبال مثلا لها تساهم بشكل كبير في تحديد نوعية المناخ والغطاء النباتي وهي في الوقت نفسه تساهم في تشكيل أنماط العيش والنشاط السكاني.
- الجهة الحضرية

هي جهة تتكون من قطب أو مجموعة أقطاب (مدن أو مراكز) تكون دعامتها قائمة على شبكة من المدن أو الحضر التي تكون دوائر للتواصل ومراكز للإنتاج والتوزيع.

### أنواع الجهات
تختلف أنواع الجهات حسب المعايير المعتمدة والمصالح المراعاة والاختيارات القائمة لكل دولة، إلا من الممكن التمييز بشكل عام نوعين أساسيين يقومان على الدور المُناط لهذه الجهات وهما :
- الجهة السياسية

هي وحدة جغرافية ذات حدود تجمع بين المعطيات السياسية والاقتصادية، بمعنى أنها مجال لتحكم مجموعة بشرية متماسكة تعمل على استغلال مواردها. وهي تتشكل عندما يتم التمكن من إنتاج أو إعادة إنتاج نظام إدارة يحمل خصائص وصلاحيات نموذج الدولة، حيث يتمتع بسلطة شبيهة بتلك التي تتوفر عليها الدولة من سلطة تشريعية و سلطة قضائية كما في فرنسا والدنمارك حيث تقوم الدولة بمنح الجماعات الإقليمية استقلالية في إدارة شؤونها ومواردها المالية. 
- الجهة الوظيفية

ويمكن الحديث عن هذا النوع من الجهات عندما يتم منح المنطقة إمكانية ممارسة بعض الوظائف من أجل الانخراط في عملية التنمية الاقتصادية والاجتماعية على الصعيدين المحلي والوطني دون أن تترقي الجهة إلى مستوى الجهة السياسية عللى نحو ما هو موجود في بريطانيا و السويد حيث عمدت الدولة خلق جهات اقتصادية حقيقية معتمدة في ذلك على البنيات الإدارية القائمة التي تمكن من تفعيل الاقتصاد المحلي.

## الجهة في المغرب
عرفت الجهة في المغرب تطورا كبيرا بمفهومه السياسي الإداري والاقتصادي ولتعزيز سلطة الحكومة إدارياً تم تقسيم البلاد في سنة 1989 إلى 40 إقليم و9 عمالات وولايتين وأصبح التقسيم خاضعا لوزارة الداخلية، ثم توالت التقسيمات بعد ذلك لتصل في عام 1990 إلى 16 جهة و45 إقليم و26 عمالة و10 ولايات. وبعد هذه التقسيمات ظهر مسمى جديد للجهات وهو «الجهات الاقتصادية» التي تمثل السلطة المركزية حيث وضعت في الحسبان عند التقسيم الحقائق البشرية والاقتصادية. وقد تقلص عدد الجهات وفق آخر تقسيم إداري من 16 إلى 12 جهة.